# Ogiva

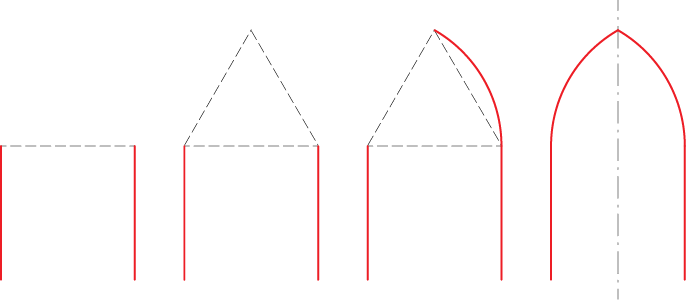
Ogiva simétrica, baseada num triângulo equilátero

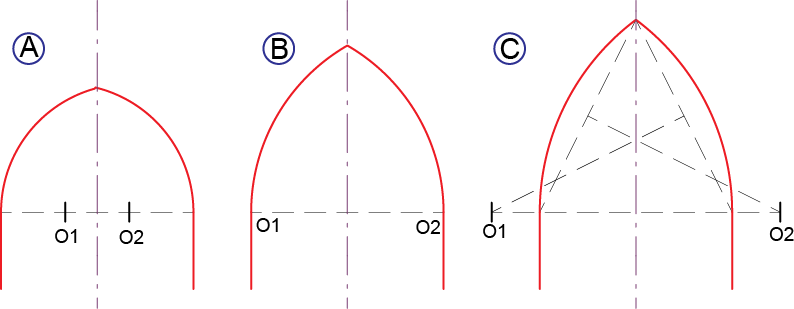
Diferentes ogivas: A (centros dentro da base da ogiva), B (centros nos pés da ogiva - simétrica equilátera) e C (nesta construção específica, a altura e a largura são iguais e os centros encontram-se fora da base da ogiva).

A ogiva é uma forma determinada por dois arcos, comumente simétricos, que se cortam em ângulo. A palavra ogiva começou a ser usada no século XVIII para designar um arco que define um ângulo curvilíneo. A ogiva geométrica admite variações chamadas de arco ogival, arco de ogiva e, até mesmo, arco quebrado[nota 1], nas quais os centros dos arcos (O1 e O2) podem estar dentro ou fora dos limites da forma. A ogiva também pode ser um elemento tridimensional, oriundo da revolução da curva geométrica sobre o eixo de simetria.

## Ogiva lanceolada
Esta ogiva é formada por dois arcos de circunferência, cujos centros se encontram afastados e fora da área da ogiva, na seguinte relação: a altura do arco ogival é igual a 0,979 vezes a sua largura.

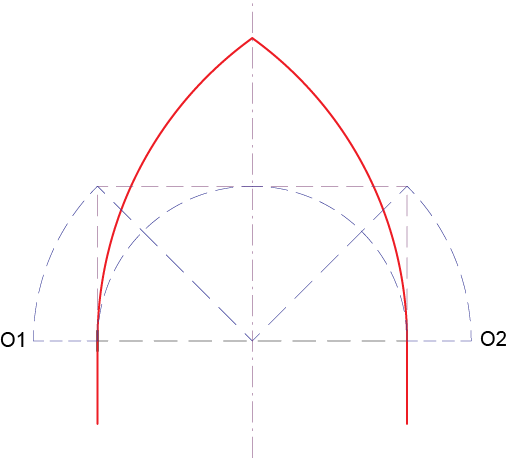
Ogiva lanceolada, cuja altura é ligeiramente menor do que a largura

## Aplicações
- Na arquitetura esse tipo de figura caracteriza o estilo gótico, podendo formar um ângulo mais ou menos agudo na parte superior.[3]
- Na engenharia trata-se da parte afilada de um corpo cilíndrico, geralmente destinado a ser lançado, como, por exemplo, um projétil, um foguete entre outros.[3]
- Em balística a ogiva é uma superfície de revolução tridimensional, que é parte de um projétil que contém os elementos potencialmente causadores de dano, sejam eles sistemas nucleares, termonucleares, explosivos, químicos ou biológicos.

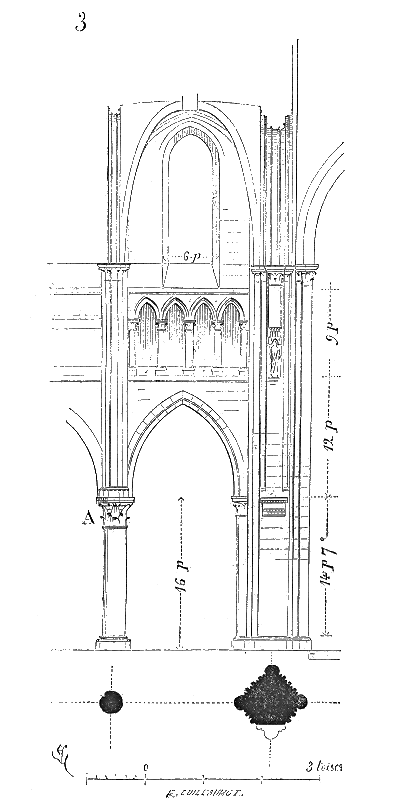
Arco ogival aplicado na arquitetura.

## Ver também

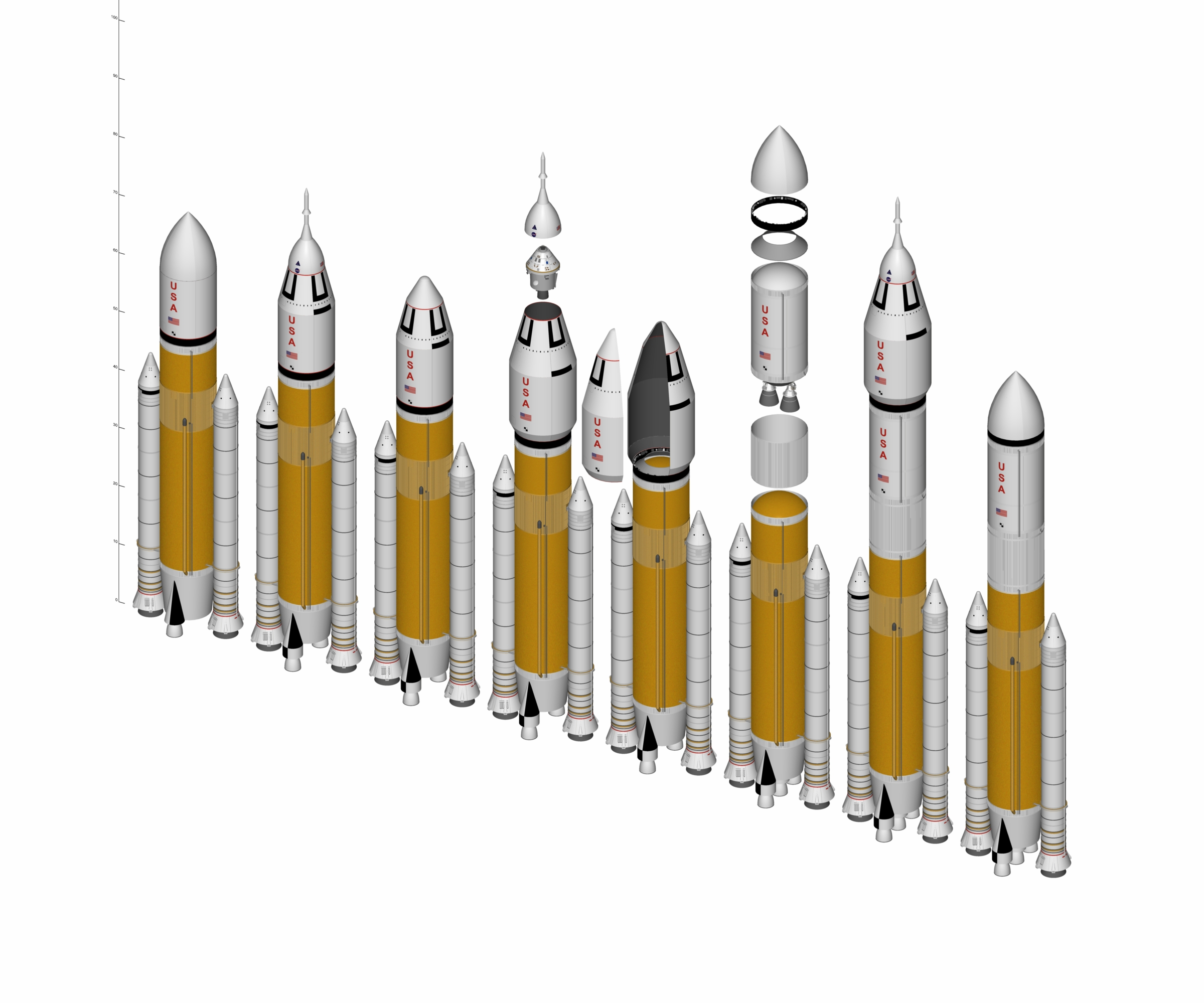
Aplicação na engenharia.

Ogiva balística.